# 奧拉亞 (安蒂奧基亞省)
奧拉亞是哥倫比亞的城鎮，位於該國北部，由安蒂奧基亞省負責管轄，距離首府麥德林100公里，始建於1773年，面積160平方公里，海拔高度743米，2005年人口2,906。
6°37′48″N 75°49′01″W / 6.630°N 75.817°W